# Course en ligne masculine des juniors aux championnats du monde de cyclisme sur route 2014
Navigation
Florence 2013 Richmond 2015
La course en ligne masculine des juniors aux championnats du monde de cyclisme sur route 2014 a lieu le 27 septembre 2014 à Ponferrada, en Espagne. L'épreuve est réservée aux coureurs nés en 1996 et 1997.
Le titre a été remporté par l'Allemand Jonas Bokeloh lors d'un sprint d'une trentaine de coureurs respectivement devant le Russe Alexandr Kulikovskiy et le Néerlandais Peter Lenderink.

## Système de sélection
Les quotas de qualification sont principalement basés sur le classement au 15 août 2014 de la Coupe des Nations juniors. Les dix premières nations du classement peuvent engager 6 coureurs, les cinq suivantes ont un quota de 5 coureurs, tandis que les équipes classées de la 16e à la 20e place ont la possibilité d'inscrire 4 coureurs. L'Espagne, en tant que pays organisateur obtient un quota de 5 places. Les autres nations et pays non classés ont la possibilité d'envoyer 3 coureurs au départ. En outre, les champions continentaux sont qualifiés pour prendre part à la course sur des numéros de la nation. Le champion du monde sortant n'est pas autorisé à prendre part à la course car il ne fait plus partie de la catégorie.
| Tour                               | Position          | Nombre de coureurs       | Nations                                                                               |
| ---------------------------------- | ----------------- | ------------------------ | ------------------------------------------------------------------------------------- |
| UCI Coupe des Nations Juniors 2014 | 1-10              | 12 inscrits, 6 au départ | France Danemark Belgique Allemagne États-Unis Russie Italie Norvège Slovénie Pays-Bas |
| UCI Coupe des Nations Juniors 2014 | 11-15             | 10 inscrits, 5 au départ | Suisse Grande-Bretagne Australie Suède Irlande                                        |
| UCI Coupe des Nations Juniors 2014 | 16-20             | 8 inscrits, 4 au départ  | Kazakhstan Canada Tchéquie Japon Slovaquie                                            |
| Organisateur                       | NC                | 10 inscrits, 5 au départ | Espagne                                                                               |
| Autres nations                     | NC                | 6 inscrits, 3 au départ  | TBD                                                                                   |
| Champion                           | Nom               | Nom                      | Pays                                                                                  |
| Champion d'Afrique                 | Abderrahim Zahiri | Abderrahim Zahiri        | Maroc                                                                                 |
| Champion panaméricain              | Wilmar Paredes    | Wilmar Paredes           | Colombie                                                                              |
| Champion d'Asie                    | Grigoriy Shtein   | Grigoriy Shtein          | Kazakhstan                                                                            |
| Champion d'Europe                  | Edoardo Affini    | Edoardo Affini           | Italie                                                                                |
| Champion d'Océanie                 | Lucas Hamilton    | Lucas Hamilton           | Australie                                                                             |

Note : TBD signifie to be defined, soit « pas encore défini ».

## Parcours
La course a lieu sur le même circuit que les autres courses sur route et est composé de 7 tours. Le circuit est long de 18,2 kilomètres et comprend deux côtes. Les coureurs montent au total 306 mètres par tour et l'inclinaison maximale est de 11 %. Les quatre premiers kilomètres sont plats, après quoi commence la montée vers l'Alto de Montearenas, avec une pente moyenne de 8 %. Après quelques centaines de mètres le reste de l'ascension est beaucoup plus plat et les 5,1 kilomètres restants sont en moyenne de 3,5 %. Vient ensuite la descente, avec au plus fort une pente de 16 %. L'Alto de Compostilla est une courte montée de 1,1 kilomètre. La pente moyenne est de 6,5 % et certaines des parties les plus raides atteignent 11 %. La distance restante de 4,5 kilomètres est presque complètement en descente.

## Programme
Les horaires sont ceux de l'heure normale d'Europe centrale (UTC+1)
| Date              | Horaire        |                        |
| ----------------- | -------------- | ---------------------- |
| 27 septembre 2014 | 9 h 00-12 h 15 | Course en ligne junior |
| 27 septembre 2014 | 12 h 35        | Cérémonie              |

## Primes
L'UCI attribue un total de 3 450 € aux trois premiers de l'épreuve.
| Position | 1er     | 2e      | 3e    | Total   |
| Montant  | 1 533 € | 1 150 € | 767 € | 3 450 € |

## Classement
Sur les 187 participants, 110 coureurs ont parcouru les 127,4 km.
|                           | Coureur                  | Pays              |    | Temps         |
| ------------------------- | ------------------------ | ----------------- | -- | ------------- |
| Médaille d'or, monde      | Jonas Bokeloh            | Allemagne         | en | 3 h 7 min 0 s |
| Médaille d'argent, monde  | Alexandr Kulikovskiy     | Russie            | +  | 0 s           |
| Médaille de bronze, monde | Peter Lenderink          | Pays-Bas          |    | 0 s           |
| 4                         | Edoardo Affini           | Italie            |    | 0 s           |
| 5                         | Magnus Bak Klaris        | Danemark          |    | 0 s           |
| 6                         | Izidor Penko             | Slovénie          |    | 0 s           |
| 7                         | Lucas Eriksson           | Suède             |    | 0 s           |
| 8                         | Lorenzo Fortunato        | Italie            |    | 0 s           |
| 9                         | Léo Danès                | France            |    | 0 s           |
| 10                        | Sjoerd Bax               | Pays-Bas          |    | 0 s           |
| 11                        | Jordi Warlop             | Belgique          |    | 0 s           |
| 12                        | Wilmar Paredes           | Colombie          |    | 0 s           |
| 13                        | Emiel Planckaert         | Belgique          |    | 0 s           |
| 14                        | Gino Mäder               | Suisse            |    | 0 s           |
| 15                        | Moritz Fussnegger        | Allemagne         |    | 0 s           |
| 16                        | James Shaw               | Grande-Bretagne   |    | 0 s           |
| 17                        | Masahiro Ishigami        | Japon             |    | 0 s           |
| 18                        | Mitchell Cornelisse      | Pays-Bas          |    | 0 s           |
| 19                        | Christian Koch           | Allemagne         |    | 0 s           |
| 20                        | Martin Schäppi           | Suisse            |    | 0 s           |
| 21                        | Aurélien Paret-Peintre   | France            |    | 0 s           |
| 22                        | Pascal Eenkhoorn         | Pays-Bas          |    | 0 s           |
| 23                        | Jonas Gregaard           | Danemark          |    | 0 s           |
| 24                        | Jai Hindley              | Australie         |    | 0 s           |
| 25                        | Senne Leysen             | Belgique          |    | 0 s           |
| 26                        | Benjamin Brkić           | Autriche          |    | 0 s           |
| 27                        | Michael Storer           | Australie         |    | 0 s           |
| 28                        | Mark Padun               | Ukraine           |    | 0 s           |
| 29                        | Ward Jaspers             | Belgique          |    | 0 s           |
| 30                        | Stepan Kurianov          | Russie            |    | 0 s           |
| 31                        | Andrej Petrovski         | Macédoine du Nord |    | 0 s           |
| 32                        | Vincenzo Albanese        | Italie            |    | 0 s           |
| 33                        | Hampus Anderberg         | Suède             |    | 8 s           |
| 34                        | James Thompson           | Australie         |    | 12 s          |
| 35                        | Tamirlan Tassymov        | Kazakhstan        |    | 16 s          |
| 36                        | Zeno Caminada            | Suisse            |    | 20 s          |
| 37                        | Kevin Geniets            | Luxembourg        |    | 37 s          |
| 38                        | Øyvind Skog              | Norvège           |    | 38 s          |
| 39                        | Pavel Sivakov            | Russie            |    | 38 s          |
| 40                        | Jaime Restrepo           | Colombie          |    | 1 min 10 s    |
| 41                        | Filippo Ganna            | Italie            |    | 1 min 10 s    |
| 42                        | Maxim Satlikov           | Kazakhstan        |    | 1 min 33 s    |
| 43                        | Rayane Bouhanni          | France            |    | 1 min 44 s    |
| 44                        | Michael O'Loughlin       | Irlande           |    | 1 min 44 s    |
| 45                        | Alexander Fåglum         | Suède             |    | 1 min 44 s    |
| 46                        | Aleksandr Vlasov         | Russie            |    | 1 min 44 s    |
| 47                        | Patrick Haller           | Allemagne         |    | 1 min 44 s    |
| 48                        | Yuriy Chsherbinin        | Kazakhstan        |    | 1 min 44 s    |
| 49                        | Mario Spengler           | Suisse            |    | 1 min 44 s    |
| 50                        | Phil O'Donnell           | États-Unis        |    | 1 min 44 s    |
| 51                        | Jan Maas                 | Pays-Bas          |    | 1 min 44 s    |
| 52                        | Zeke Mostov              | États-Unis        |    | 1 min 44 s    |
| 53                        | Sasu Halme               | Finlande          |    | 1 min 44 s    |
| 54                        | Miguel Ángel Ballesteros | Espagne           |    | 1 min 44 s    |
| 55                        | Pierre Idjouadiene       | France            |    | 1 min 44 s    |

|     | Coureur                   | Pays            |  | Temps       |
| --- | ------------------------- | --------------- |  | ----------- |
| 56  | Riccardo Verza            | Italie          |  | 1 min 48 s  |
| 57  | Gotzon Martín             | Espagne         |  | 3 min 36 s  |
| 58  | Juraj Bellan              | Slovaquie       |  | 3 min 36 s  |
| 59  | Rocco Fuggiano            | Italie          |  | 3 min 38 s  |
| 60  | Eddie Dunbar              | Irlande         |  | 3 min 51 s  |
| 61  | Nicola Conci              | Italie          |  | 3 min 57 s  |
| 62  | Žan Jerkič                | Slovénie        |  | 4 min 23 s  |
| 63  | Ivan Venter               | Afrique du Sud  |  | 4 min 23 s  |
| 64  | Erlend Blikra             | Norvège         |  | 4 min 44 s  |
| 65  | Rodrigo Quirino           | Brésil          |  | 4 min 46 s  |
| 66  | Hartthijs de Vries        | Pays-Bas        |  | 4 min 55 s  |
| 67  | Matt Gibson               | Grande-Bretagne |  | 5 min 04 s  |
| 68  | Gerardo Ulloa             | Mexique         |  | 5 min 41 s  |
| 69  | Diego Sevilla             | Espagne         |  | 5 min 44 s  |
| 70  | Jesper Schultz            | Danemark        |  | 6 min 19 s  |
| 71  | Pavlo Bondarenko          | Ukraine         |  | 6 min 33 s  |
| 72  | Anders Hardahl            | Danemark        |  | 6 min 36 s  |
| 73  | Gustaf Andersson          | Suède           |  | 7 min 05 s  |
| 74  | Gustav Basson             | Afrique du Sud  |  | 7 min 05 s  |
| 75  | Marcel Neuhauser          | Autriche        |  | 7 min 05 s  |
| 76  | Javier Ignacio Montoya    | Colombie        |  | 7 min 05 s  |
| 77  | Niklas Larsen             | Danemark        |  | 7 min 05 s  |
| 78  | Tom Wirtgen               | Luxembourg      |  | 7 min 05 s  |
| 79  | Keigo Kusaba              | Japon           |  | 8 min 22 s  |
| 80  | David Gaudu               | France          |  | 8 min 27 s  |
| 81  | Casper Pedersen           | Danemark        |  | 8 min 40 s  |
| 82  | Jean-Simon d'Anjou        | Canada          |  | 9 min 44 s  |
| 83  | Patrick Gamper            | Autriche        |  | 9 min 48 s  |
| 84  | Grigoriy Shtein           | Kazakhstan      |  | 9 min 48 s  |
| 85  | Peeter Pung               | Estonie         |  | 9 min 48 s  |
| 86  | Abderrahim Zahiri         | Maroc           |  | 9 min 48 s  |
| 87  | Petr Rikunov              | Russie          |  | 9 min 48 s  |
| 88  | Gorazd Per                | Slovénie        |  | 9 min 48 s  |
| 89  | Matic Veber               | Slovénie        |  | 9 min 48 s  |
| 90  | Martin Palm               | Belgique        |  | 9 min 48 s  |
| 91  | Adrien Costa              | États-Unis      |  | 9 min 56 s  |
| 92  | Stephen Shanahan          | Irlande         |  | 9 min 56 s  |
| 93  | Will Barta                | États-Unis      |  | 10 min 14 s |
| 94  | Syver Wærsted             | Norvège         |  | 11 min 35 s |
| 95  | Tobias Foss               | Norvège         |  | 11 min 35 s |
| 96  | Derek Gee                 | Canada          |  | 12 min 09 s |
| 97  | Patryk Soliński           | Pologne         |  | 12 min 09 s |
| 98  | El Mehdi Chokri           | Maroc           |  | 12 min 54 s |
| 99  | Graeme Ockhuis            | Afrique du Sud  |  | 15 min 01 s |
| 100 | Xavier Cañellas           | Espagne         |  | 15 min 22 s |
| 101 | Konstyantyn Ashurov       | Ukraine         |  | 15 min 22 s |
| 102 | Torjus Sleen              | Norvège         |  | 15 min 22 s |
| 103 | Alisher Zhumakan          | Kazakhstan      |  | 15 min 22 s |
| 104 | Juan Francisco Villalobos | Mexique         |  | 15 min 24 s |
| 105 | Sven Reutter              | Allemagne       |  | 15 min 24 s |
| 106 | Artūrs Belēvičs           | Lettonie        |  | 16 min 56 s |
| 107 | Emil Dima                 | Roumanie        |  | 18 min 10 s |
| 108 | Jack Maddux               | États-Unis      |  | 18 min 23 s |
| 109 | Onur Balkan               | Turquie         |  | 19 min 33 s |
| 110 | Stephen Williams          | Grande-Bretagne |  | 23 min 45 s |

### Abandons
77 coureurs n'ont pas terminé la course.
| Coureur               | Pays            |
| --------------------- | --------------- |
| Jonny Brown           | États-Unis      |
| Ben Ganon             | Israël          |
| Pier-André Côté       | Canada          |
| Aleksandrs Rubļevskis | Lettonie        |
| Valters Čakšs         | Lettonie        |
| Islam Mansouri        | Algérie         |
| Zoheir Benyoub        | Algérie         |
| Daniel Martínez       | Colombie        |
| Jaume Sureda          | Espagne         |
| Lennard Kämna         | Allemagne       |
| Keisuke Nakamura      | Japon           |
| David Zverko          | Slovaquie       |
| Orluis Aular          | Venezuela       |
| Dilmurdjon Siddikov   | Ouzbékistan     |
| Nathan Draper         | Grande-Bretagne |
| Rui Oliveira          | Portugal        |
| Ridion Kopshti        | Albanie         |
| Facundo Crisafulli    | Argentine       |
| Gabriel Cullaigh      | Grande-Bretagne |
| Dzmitry Zhyhunou      | Biélorussie     |
| Roman Lehký           | Tchéquie        |
| Ladislav Kniha        | Slovaquie       |
| Huỳnh Thanh Tùng      | Viêt Nam        |
| Adrián Jaramillo      | Venezuela       |
| Dawid Adamczyk        | Pologne         |
| Lucian Buga           | Roumanie        |
| Marco-Tapio Niemi     | Finlande        |
| Damien Touzé          | France          |
| André Carvalho        | Portugal        |
| Dušan Rajović         | Serbie          |
| Dylan O'Brien         | Irlande         |
| Ismael Cárdenas       | Venezuela       |
| Damian Sławek         | Pologne         |
| Salvador Martínez     | Salvador        |
| Kristian Zimany       | Slovaquie       |
| Ahmed Galdoune        | Maroc           |
| Nico Selenati         | Suisse          |
| Yam Poliak            | Israël          |
| Edward Walsh          | Canada          |

| Coureur              | Pays          |
| -------------------- | ------------- |
| Brian Carro          | Uruguay       |
| Elgün Alizada        | Azerbaïdjan   |
| Luka Čotar           | Slovénie      |
| Alexei Piashkun      | Biélorussie   |
| Itamar Einhorn       | Israël        |
| Daniel Moricz        | Hongrie       |
| Tiago Antunes        | Portugal      |
| Bruno Kristić        | Croatie       |
| Daiki Magosaki       | Japon         |
| Ayman Elsayed Imam   | Égypte        |
| Akramjon Sunnatov    | Ouzbékistan   |
| André Gohr           | Brésil        |
| Ekke-Kaur Vosman     | Estonie       |
| Norman Vahtra        | Estonie       |
| Kanan Gahramanli     | Azerbaïdjan   |
| José Yustiz          | Venezuela     |
| Ismail Bouricha      | Algérie       |
| Jon Božič            | Slovénie      |
| Gergő Gönczi         | Hongrie       |
| Marius Skjolden      | Norvège       |
| Nikolai Ilichev      | Russie        |
| Ilyass Rabihi        | Maroc         |
| Daire Feeley         | Irlande       |
| Niklas Henttala      | Finlande      |
| Alihan Demirbağ      | Turquie       |
| Francisco Lara       | Mexique       |
| Mohamed Eleiwa Helal | Égypte        |
| Enzo Luján           | Argentine     |
| Larry Valvasori      | Luxembourg    |
| Gordian Banzer       | Liechtenstein |
| Alexis Alarcón       | Chili         |
| Mustafa Erikçi       | Turquie       |
| Dmitriy Ponkratov    | Ouzbékistan   |
| Anton Ivashkin       | Biélorussie   |
| Lucas Hamilton       | Australie     |
| Realdo Ramaliu       | Albanie       |
| Steff Cras           | Belgique      |
| Dušan Kalaba         | Serbie        |